# Sepulcre de Pozo Moro
El sepulcre de Pozo Moro és un monument en forma de torre d'origen iber datat cap a fins del segle vi aC., que va ser trobat a la població de Chinchilla de Monte-Aragón (província d'Albacete). Actualment es troba al Museu Arqueològic Nacional d'Espanya, a Madrid.

## Disseny
Té els seus orígens en sepulcres neohitites. Està construït en pedra amb carreus isòdoms. Posseeix un basament de tres graons, un relleu a les quatre cantonades, un nou basament, un segon cos, una fila de lleons i acaba en forma piramidal, que simbolitza el màxim d'energia que necessita el cos per anar al més enllà. El sentit en forma de torre és el de l'arbre de la vida, unint la part terrenal amb la celeste. És la referència de l'home a la Terra i a l'altra vida.
Els lleons formen un bloc adossat al sepulcre. Apareix el lleó amb la gola oberta. És un animal de signe positiu i caràcter solar. És un símbol de protecció que defensa el cos i les cendres. El referent és el torus alat del món mesopotàmic. En tenir la gola oberta, el lleó té sentit de monstre andrófag, que és l'encarregat de purificar les ànimes als paradisos. En els relleus es donen unes iconografies segons les cares: 
- Una impressionant copa amb un personatge dintre d'ella. Representació de bous i plantes. Aquí es veu una representació de els treballs d'Hèracles (o Hèrcules); es donen aquests relleus perquè el sepulcre estaria dedicat a un heroi ibèric i perquè Hèrcules mitjançant els seus treballs va salvar la humanitat. Representa el treball dels bous, el de matar l'Hidra de Lerna. Apareixen representats els déus mitjançant una persona sedent alada que té a les seves mans l'arbre de la vida.
- Continuen apareixent els treballs de Hèracles, amb la representació d'ocells que volen sobre un arbre. És el treball de matar els Ocells del llac Estímfal. Apareix un senglar bicèfal i un cuc amb cap humà, aquí s'ha vist un porc ibèric com a al·lusió a l'animal positiu que ajuda al difunt a l'anada a l'altra vida. El porc enfonsa el seu musell en la terra i de les entranyes de la terra s'alimenta dels cucs que treu; es veu la defensa de l'ànima. El cuc representa la figura diabòlica.

- A la cara est, figura el relleu conegut com a «banquet», que mostra a diversos éssers d'aspecte monstruós. A la dreta, un d'ells duu en una mà una falcata, a la vegada que toca amb l'altre un cap humà que sobresurt d'un calderó, el qual és sobre ho que sembla un foc. A la part esquerra del relleu se situa, entronitzat, un altre d'aquests éssers, que apareix amb doble cap i llengües bífides, i que sembla disposat a engolir-se un humà en un altre calderó, que sosté a la seva mà dreta. Amb l'esquerra agafa la pota d'un senglar mort, de panxa enlaire damunt d'una taula. En el centre de la composició, un tercer ésser l'ofereix a l'anterior altre bol. Segons autors com Olmos i Chapa Brunet, aquest relleu, com a part d'una heroïzatció del rei o cap enterrat, representaria un perill extrem del qual aconseguiria escapar.[2][3]

Al ritual funerari es fa el banquet funerari i com al festeig funerari era molt important la música. El fris té una continuïtat, començant amb uns genets i acabant amb la mort en si. Als relleus destaca la figura de la flautista, de la que cal destacar el vestit, que és el cerimonial del món ibèric, i el pentinat molt elaborat. Existeix una despreocupació pel cànon, al contrari que en el món grec. Té els ulls ametllats i porta un cinturó decorat amb onades d'origen cretenc.
Es creu que d'altres escultures iberes emblemàtiques, també trobades a la zona, com l'Esfinx de Balazote o les Esfinxs bessones d'El Salobral, que formaven part de monuments en forma de torre similars i també es troben al Museu Arqueològic Nacional d'Espanya.

## Anàlisi artístico-històrica del monument

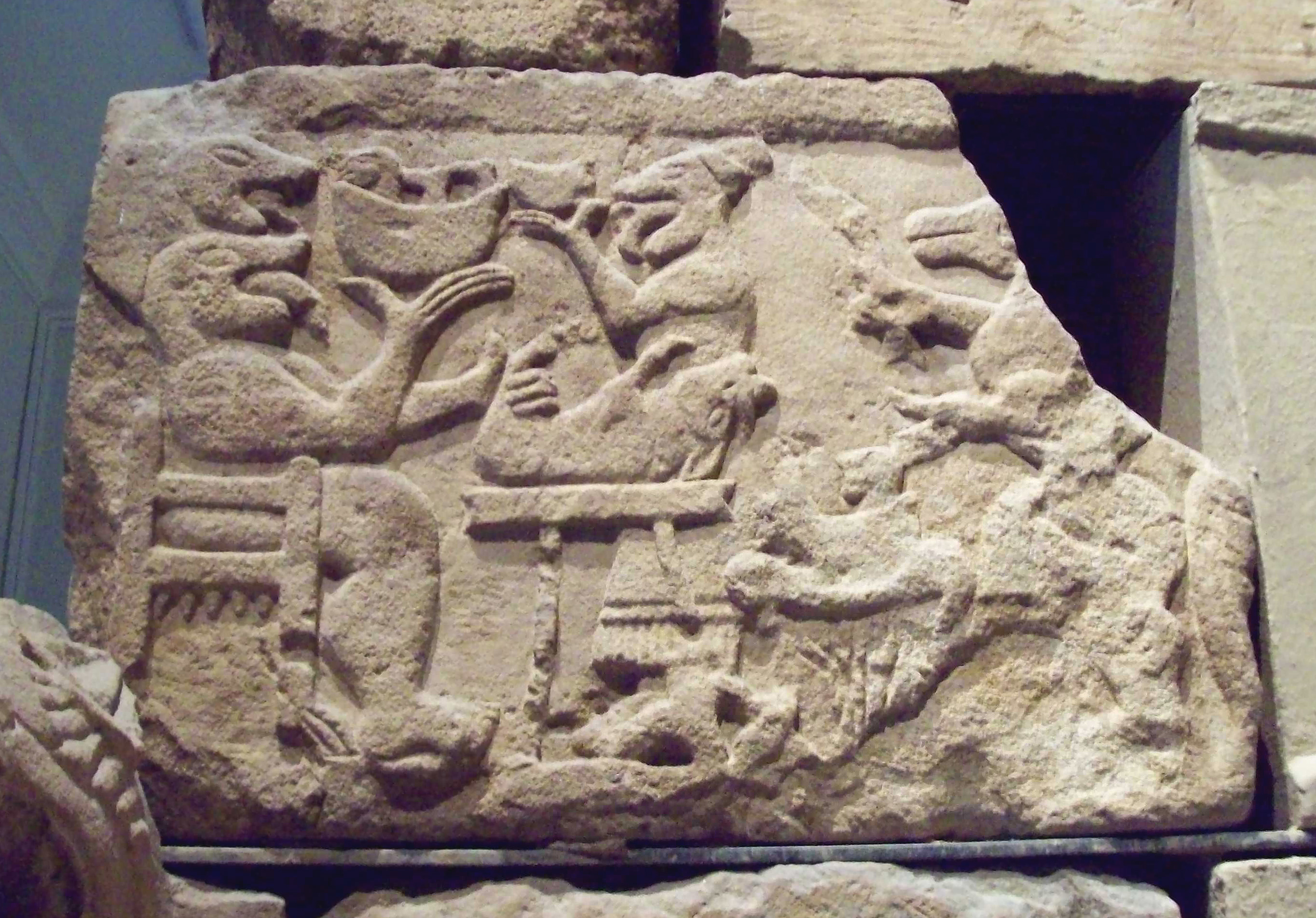
El relleu nomenat «banquet».

### Troballa i excavació
Les primeres troballes fortuïtes es van produir a començaments del segle xx, encara que no va ser fins finals de l'any 1970 quan van aparèixer carreus amb relleus en la superfície en rompre les terres. És per això que el propietari de la finca va decidir suspendre aquestes excavacions i avisar les autoritats del Museu Arqueològic Nacional i el de Museu Provincial d'Albacete. Gràcies a la sensibilitat artística del propietari de la finca es va poder portar a terme una prospecció del lloc, així com estudis topogràfics i iniciar una excavació arqueològica. La mencionada excavació va estar dirigida pel director aleshores del Museu Arqueològic Nacional, qui va publicar també els primers estudis sobre el monument, la versió més completa i extensa del qual es troben en una revista de l'Institut Arqueològic Alemany de 1983. Les dades que s'ofereixen a continuació són una síntesi dels seus estudis.

### Localització
El mencionat monument es localitza en un punt estratègic que constitueix una cruïlla de camins entre la via que unia Carthago Nova amb Complutum i la Via Heraclea que unia Cadis -antiga Gadir- amb la costa ibèrica.
A més a més, el monument va confirmar el caràcter orientalitzant de la cultura ibera en els seus començaments i va permetre esclarir la seva estructura social i política. També es van augmentar els coneixements sobre les necròpolis ibèriques. Es coneixen molt pocs monuments en forma de torre a la península Ibèrica, gairebé existeixen uns 30 exemples, i això demostra la seva vinculació a una estructura de tipus regi.

### Estudi del lloc

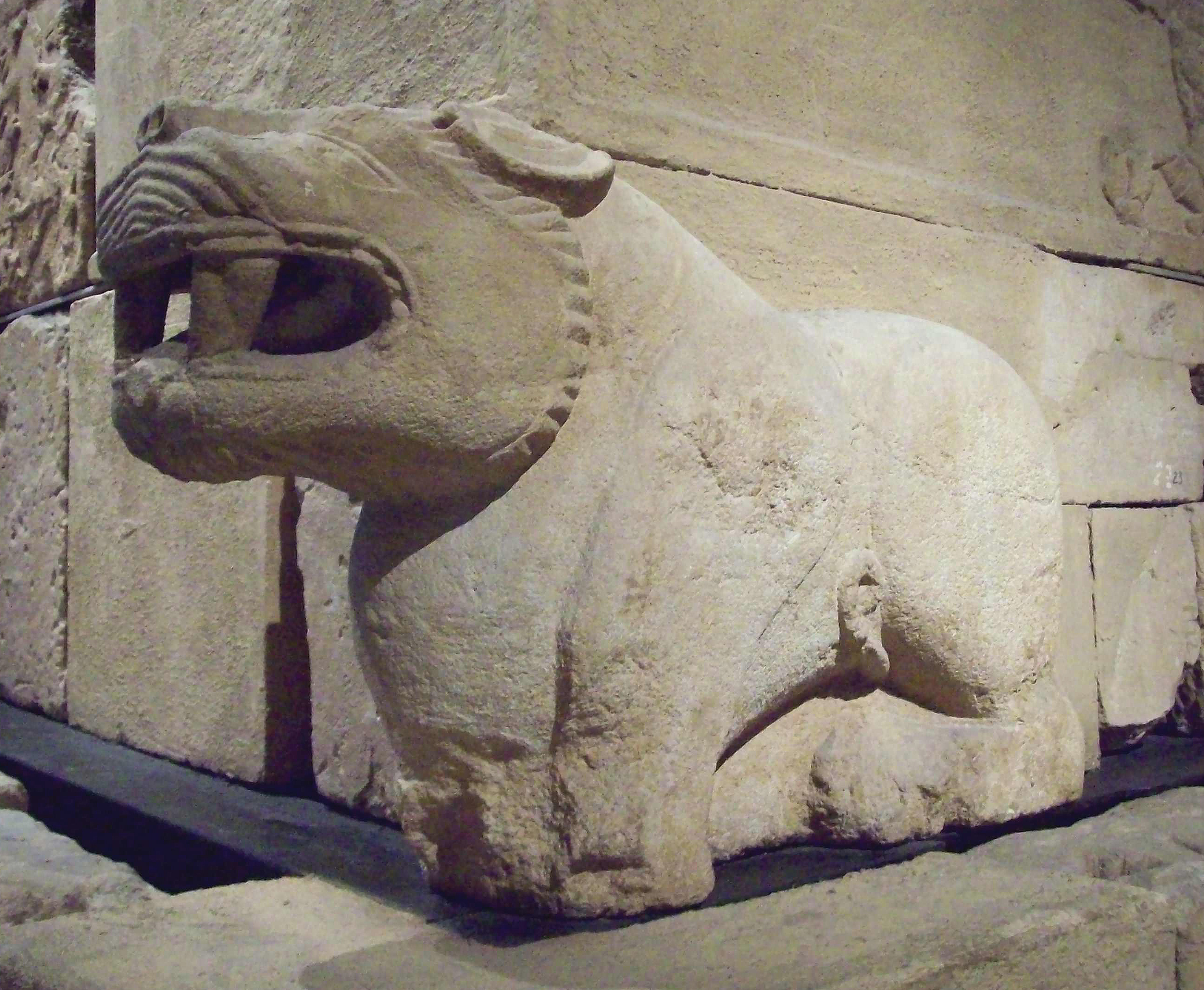
Un dels lleons.

El monument es va trobar derruït, amb els carreus per terra, encara que es va poder portar a terme una reconstrucció del mateix gràcies al basament in situ i a l'anàlisi de la posició dels carreus, que sembla es trobaven en la posició en què van caure originàriament.
Es va construir sobre una base escalonada de tres graons, de 3,65 metres de costat. Se sap que en total va mesurar 10 metres d'alçada. La torre de planta quadrada estava recolzada sobre quatre lleons esculpits en els carreus de les cantonades.
D'altra banda, el difunt es va incinerar in situ i s'han trobat restes de l'aixovar | del nuviatge amb peces gregues com una gerra de tipus enòcoa de bronze, un cílix i un lècit àtics.
El monument es va aixecar directament sobre la pira funerària o Bustum, al voltant de la qual hi havia un recinte de còdols en forma de «taurodermi»s o de lingot de coure xipriota, element orientalitzant ja present en la cultura dels Tartessos.
Probablement es tracta de la tomba reial d'un príncep o règul indígena. El monument era la representació de l'ànima del rei o príncep divinitzat. El monument té moltes implicacions des del punt de vista ideològic i sociocultural; mostra la ideologia sagrada i política del poble iber, on els dirigents eren heroizats i sacralitzats. I exemplifica també la divisió jerarquitzada de la societat i la seva organització monàrquica.

### Cronologia
El monument va ser aixecat al voltant del 500 aC. L'aixovar té una cronologia d'al voltant del 500 aC., per tant és una data post quem per datar el monument. És el monument ibèric més antic i el millor conservat. Al voltant d'ell i damunt, es va desenvolupar una necròpoli ibèrica.